# Кокинское сельское поселение
Ко́кинское сельское поселение — муниципальное образование в северо-восточной части Выгоничского района Брянской области. Центр — село Кокино.
Образовано в результате проведения муниципальной реформы в 2005 году, путём преобразования дореформенного Кокинского сельсовета.
Законом Брянской области от 8 мая 2019 года в состав Кокинского сельского поселения были включены все населённые пункты упразднённого Скрябинского сельского поселения.

## Население
| 2010  | 2011  | 2012  | 2013  | 2014  | 2015  | 2016  | 2017  | 2018  |
| ----- | ----- | ----- | ----- | ----- | ----- | ----- | ----- | ----- |
| 4864  | ↗4866 | ↘4798 | ↗4861 | ↗5061 | ↗5276 | ↗5312 | ↗5334 | ↘5223 |
| 2019  | 2020  | 2021  |       |       |       |       |       |       |
| ↘5117 | ↗6227 | ↘4969 |       |       |       |       |       |       |

## Населённые пункты
| №  | Населённый пункт | Тип     | Население |
| -- | ---------------- | ------- | --------- |
| 1  | Бабинка          | деревня | ↗80       |
| 2  | Выгоничи         | село    | ↘79       |
| 3  | Горицы           | деревня | ↗80       |
| 4  | Кокино           | село    | ↘3008     |
| 5  | Палужье          | село    | ↗435      |
| 6  | Паниковец        | село    | ↘25       |
| 7  | Полубеевка       | деревня | ↘8        |
| 8  | Садовый          | посёлок | ↗290      |
| 9  | Скрябино         | деревня | ↗650      |
| 10 | Скуратово        | село    | ↗523      |
| 11 | Упорой           | село    | ↘24       |

## Экономика
Крупнейшей организацией-работодателем сельского поселения является Брянская государственная сельскохозяйственная академия (БГСХА), расположенная в селе Кокино. Торговая сфера представлена небольшими магазинами; имеется небольшой рынок. Сельское хозяйство представлено предприятием «Учхоз Кокино», расположенным в с. Скуратово.